# Hossein Rajabian
Hossein Rajabian (persiano: حسین رجبیان‎; 5 luglio 1984) è un regista, scrittore e fotografo iraniano.

## Attività artistica e formazione
Ha iniziato la sua carriera artistica con la scuola di teatro, passando poi al montaggio cinematografico e alla realizzazione di cortometraggi e documentari. Tra i suoi lavori figurano diversi film, sceneggiature, saggi cinematografici, testi teatrali, progetti di fotografia e film workshop. Iscrittosi all'università di arte e architettura di Tehran, non completò gli studi essendo stato ammesso alla facoltà di Film Studies della Vienna University of Dramatic Arts.
Tuttavia, nonostante volesse continuare i suoi studi in Austria, l'arresto e la confisca del passaporto da parte delle guardie di sicurezza iraniane gli preclusero la continuazione degli studi dentro e fuori l'Iran.

## L'arresto e il caso giudiziario
Hossein Rajabian, scrittore, fotografo e regista indipendente, il 5 ottobre 2013, il giorno in cui ha completato il suo primo lungometraggio, è stato arrestato dalle forze di sicurezza iraniane di fronte al suo ufficio insieme a due altri musicisti. È stato mandato alla prigione di Evin nella quale è rimasto per due mesi in isolamento e dove è stato minacciato di confessare contro sé stesso. Nel dicembre dello stesso anno, è stata pagata la cauzione di 66,000 dollari ed è stato rilasciato su libertà vigilata. Dopo due anni nell'estate del 2015, il giudice Moghiseh l'ha condannato a 6 anni di prigione e a una multa per attività cinematografiche illecite, per blasfemie e propagande contro il regime. Egli si è dichiarato innocente e la condanna è stata ridotta a tre anni, di prigione obbligatori e altri tre anni in attesa di giudizio.

## Detenzione e sciopero della fame in prigione
Dopo 11 mesi di detenzione nella prigione di Teheran (Evin) Hossine Rajabian si è rivolto al direttore della struttura per protestare contro l’ingiusta prigionia, per chiedere medicinali e per riunirsi con il fratello che era stato spostato dal braccio 7 al braccio 8 noto per essere decisamente più duro e violento. Non avendo ottenuto risposta hossien rajabian iniziano lo sciopero della fame.
Dopo 14 giorni di sciopero della fame Hossein viene portato in ospedale per infezione polmonare ma non vengono effettuati i controlli e le cure del caso. Hossein scrive alle autorità giudiziarie per ottenere un trattamento adeguato al quale si sono uniti molti artisti nel mondo per caldeggiare la sua richiesta di aiuto.
Dopo 36 giorni di sciopero della fame, le autorità hanno valutato la situazione di Hossein ma ormai il suo corpo era debilitato a tal punto che l’infezione ha causato gravi problemi ai reni ed ha generato una emorragia interna.

## Reazione ufficiale da parte delle autorità mondiali
Nella relazione annuale di Ban Ki Moon, ex Segretario Generale della N.U., alla pagina 9 si evidenzia la situazione del Hossein Rajabian e di quanto viene inflitto suo nel carcere di Evin, a nome delle comunità internazionale si è chiesto all’Iran di liberare immediatamente il prigioniere. Alla richiesta di Ban Ki Moon si sono uniti il Senatore del Partito Liberale canadese, Wilferd P. Moore, e tutto il Senato degli Stati Uniti che di comune accordo hanno aumentato le sanzioni verso l’Iran per altri 10 anni. della riflessione della relazione annuale sui diritti umani in Iran e Asma Jahangir, rappresentante delle Nazioni Unite, chiedendo il rilascio incondizionato di Hossein Rajabian e altri detenuti in Iran. Åse Kleveland, l'artista ed il Ministro della Cultura e dell'Arte della Norvegia ha supportato Hossein Rajabian dopo l'hanno arrestato chiedendo il rilascio incondizionato di lui e tutti gli artisti che sono stati imprigionati in tutto il mondo. Anche Philip Luther il capo di Amnesty International ha notato Hossein Rajabian pubblicando un video ufficiale e ha invitato tutti gli artisti a lanciare una campagna globale per supportarlo. Inoltre dopodiché la petizione globale di Amnesty International è stata lanciata, l'attore di Hollywood, Johnny Depp, insieme con l'artista famosa internazionale Peter Gabriel, hanno accompagnato il movimento lanciando la campagna "L'arte non è un crimine" per combattere contro la censura e supportare l'artista iraniano Hossein Rajabian e tutti gli artisti prigionieri.  In una manifestazione artistica che ha visto la partecipazione di molti attivisti, circa 12000 persone hanno sottoscritto una lettera per la liberazione di Hossein Rajabian. I cittadini europei scioperano davanti alle ambasciate iraniane mostrando foto di hossein rajabian e chiedendone il suo rilascio, essendo detenuto in prigione.

## La pubblicazione del film come protesta
Hossein Rajabian per protestare contro la sua carcerazione e la confisca del suo materiale di lavoro, ha messo su Internet il suo film (The Upside-down Triangle) in modo che la popolazione potesse vederlo gratuitamente anche se in qualità mediamente ridotta.

## La riflessione pubblica sulla condanna
La notizia dell'arresto di Hossein Rajabian aveva un'ampia riflessione all'interno e all'esterno dell'Iran; e a questo proposito, agenzie di stampa e giornali come Washington Post, The Guardian, Al-Arabiya, BBC, Le Figaro, Independent, CNN, AL JAZEERAecc. hanno coperto le sue notizie. Hossein Rajabian aveva un'ampia copertura all'interno e all'esterno dell'Iran, “Said Boumedouha”, direttore della divisione per il Medio Oriente e Nord Africa di Amnesty International, a tal proposito, ha fatto un'esclusiva intervista per protestare contro la condanna. Amnesty International ha anche lanciato una petizione e una campagna globale al fine di riunire tutti gli artisti del mondo alla causa di Hossein Rajabian. Più di ventimila artisti da tutto il mondo hanno partecipato alla chiamata apponendo la loro firma. Artisti come “Jared Leto”, attore premio Oscar e “Ai Weiwei”, artista cinese che ha pubblicamente dichiarato l'adesione alla causa su Twitter.
Anche il PEN, la campagna internazionale per i diritti umani, il consiglio artisti d'Europa, il consiglio dei compositori, i poeti d'Europa e la fondazione Free Muse ne hanno espressamente richiesto il rilascio pubblicando una dichiarazione diretta ai governanti iraniani.
Una lettera firmata da 165 persone proveniente dai media locali, stranieri e del cinema è stata mandata ad Ali Jannati, ministro della cultura e della riflessione della relazione annuale sui diritti umani in Iran e Ahmed Shaheed, rappresentante delle Nazioni Unite, chiedendo il rilascio incondizionato di Hossein Rajabian e altri due detenuti.

## Riconoscimenti
Per il Miglior Rebellion artist in the world in 2017 (Global Investigative Journalism Network)